# Pozolia
Pozolia – osada w Polsce w województwie pomorskim, w powiecie sztumskim, w gminie Stary Targ. Wieś wchodzi w skład sołectwa Bukowo.
Dawniej występował podział na Pozolię I i Pozolię II. Były one osadami folwarcznymi. W XIX wieku należały do Żuławki Sztumskiej. Powstałe wówczas parki zostały wpisane do rejestru zabytków. Zachował się także dwór z Pozolii II, z okolic połowy XIX wieku.
W latach 1945–1975 miejscowość administracyjnie należała do województwa gdańskiego, a w latach 1975–1998 do województwa elbląskiego.

## Zabytki
Według rejestru zabytków NID na listę zabytków wpisane są:
- park dworski (I), nr rej.: A-919 z 30.06.1958
- park dworski (II), nr rej.: A-918 z 29.06.1978